# Abbaye Saint-Eustase de Vergaville

"O saint seigneur Eustase à Vergaville dans le Westrich, prie Dieu pour nous pauvres pécheurs" (gravure sur bois peinte, vers 1500)

Abbaye de moniales bénédictines sise à Vergaville, dans le département de la Moselle en France. Fondée en 966 par Sigéric, comte de Salm et sa femme Betta, elle fut supprimée à la Révolution. 

## Histoire
Dédiée à l'origine à la Vierge et aux saints apôtres, elle est placée ensuite sous le patronage de saint Eustase (Eustasius en latin, Anstett en allemand), disciple de saint Colomban et deuxième abbé de Luxeuil, mort en 625. Les reliques de saint Eustase déposées à Vergaville attirent de nombreux pèlerins.
Au début du XIIIe siècle, l'abbaye abrite l'hôpital Saint-Eustase « dans lequel on recevait les possédés et les insensés ». Située en territoire germanophone avant la guerre de Trente ans, elle s'identifie par le nom du village, à l'époque Widerszdorff (vers 1500).
Sollicitée par l'évêque de Metz, Georges Ier de Bade, l'abbesse Anne de Vintrange introduisit vers 1470 la réforme et la clôture.
En 1525, l'abbaye est menacée par l'insurrection des paysans des environs de Dieuze, dans le cadre de la guerre des Paysans. Lorsque le soulèvement est réprimé, l'abbesse punit le boulanger et le chapelier de Vergaville, instigateurs locaux de la rébellion, qui se voient confisquer leurs biens ; les habitants du village de Guébestroff doivent renouveler leur serment à l'abbesse et payer une amende.  
En 1640, les sœurs se réfugièrent à Nancy pour échapper aux misères de la guerre de Trente Ans.
Vers 1745, madame de Chaumont, sœur du marquis de La Galaizière et 31e abbesse fit rebâtir entièrement l'abbaye.
La communauté se reforma après la Révolution autour de la dernière abbesse d'ancien régime, Marie-Jeanne de Lamarche, d'abord au Ménil près de Lunéville (1802), puis à Saint-Dié (1809) et enfin à Flavigny-sur-Moselle (Meurthe-et-Moselle) en 1824.